# 니드 포 스피드: 포르쉐 2000
니드 포 스피드: 포르쉐 2000(Need for Speed: Porsche Unleashed, 유럽 출시명: Need for Speed: Porsche 2000, 아시아 출시명: Need for Speed: Porsche)은 2000년에 출시된 레이싱 비디오 게임이다. 니드 포 스피드 시리즈 중 다섯 번째 게임에 해당한다. 다른 NFS 타이틀들과는 달리, 포르쉐 2000은 1950년부터 2000년 사이의 포르쉐 스포츠 레이싱 카에 초점을 맞추고 있다. 이 게임은 포르쉐와 관련 자동차들에 관련한 상당한 정보를 다루고 있다. 이전 니드 포 스피드 게임들과는 달리, 포르쉐 2000은 일본에서 출시되지 않았다.

## 평가
니드 포 스피드: 포르쉐 2000은 긍정적인 평가를 받았다.